# Olympische Sommerspiele 2016/Teilnehmer (Liechtenstein)
| Gelbes Symbol für Goldmedaillen mit stilisierten Olympischen Ringen | Graues Symbol für Silbermedaillen mit stilisierten Olympischen Ringen | Braundes Symbol für Bronzemedaillen mit stilisierten Olympischen Ringen |
| ------------------------------------------------------------------- | --------------------------------------------------------------------- | ----------------------------------------------------------------------- |
| —                                                                   | —                                                                     | —                                                                       |

Liechtenstein nahm an den Olympischen Spielen 2016 in Rio de Janeiro teil. Es war die insgesamt 17. Teilnahme an Olympischen Sommerspielen. Das Liechtenstein Olympic Committee nominierte drei Athleten – einen Mann und zwei Frauen – für insgesamt zwei Sportarten.

## Teilnehmer nach Sportarten

### Schwimmen
| Athleten        | Wettbewerb     | Vorlauf     | Vorlauf | Halbfinale    | Halbfinale    | Finale        | Finale        | Rang |
| Athleten        | Wettbewerb     | Zeit        | Rang    | Zeit          | Rang          | Zeit          | Rang          | Rang |
| --------------- | -------------- | ----------- | ------- | ------------- | ------------- | ------------- | ------------- | ---- |
| Frauen          |                |             |         |               |               |               |               |      |
| Julia Hassler   | 800 m Freistil | 8:38,19 min | 21      | –             | –             | ausgeschieden | ausgeschieden | 21   |
| Männer          |                |             |         |               |               |               |               |      |
| Christoph Meier | 400 m Lagen    | 4:19,19 min | 22      | ausgeschieden | ausgeschieden | ausgeschieden | ausgeschieden | 22   |

### Tennis
| Athleten       | Wettbewerb | 1. Runde      | 1. Runde | 2. Runde      | 2. Runde      | Achtelfinale  | Achtelfinale  | Viertelfinale | Viertelfinale | Halbfinale    | Halbfinale    | Finale        | Finale        |
| Athleten       | Wettbewerb | Gegner        | Ergebnis | Gegner        | Ergebnis      | Gegner        | Ergebnis      | Gegner        | Ergebnis      | Gegner        | Ergebnis      | Gegner        | Ergebnis      |
| -------------- | ---------- | ------------- | -------- | ------------- | ------------- | ------------- | ------------- | ------------- | ------------- | ------------- | ------------- | ------------- | ------------- |
| Frauen         |            |               |          |               |               |               |               |               |               |               |               |               |               |
| Stephanie Vogt | Einzel     | Johanna Konta | 3:6, 1:6 | ausgeschieden | ausgeschieden | ausgeschieden | ausgeschieden | ausgeschieden | ausgeschieden | ausgeschieden | ausgeschieden | ausgeschieden | ausgeschieden |